# Cruzeiro do Sul (Rio Grande do Sul)
Cruzeiro do Sul – miasto i gmina w Brazylii, w stanie Rio Grande do Sul. Znajduje się w mezoregionie Centro Oriental Rio-Grandense i mikroregionie Lajeado-Estrela.